# Língua de sinais de Mbour
A Língua de Sinais de Mbour (em Portugal: Língua Gestual de Mbour) é a língua de sinais (pt: língua gestual) usada pela comunidade surda de Mbour, em Thiès, no Senegal.